# Cálculo dental

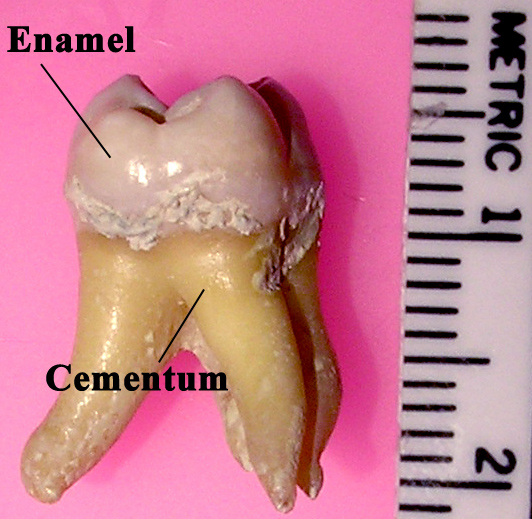
Exemplo de cálculo dental em um molar

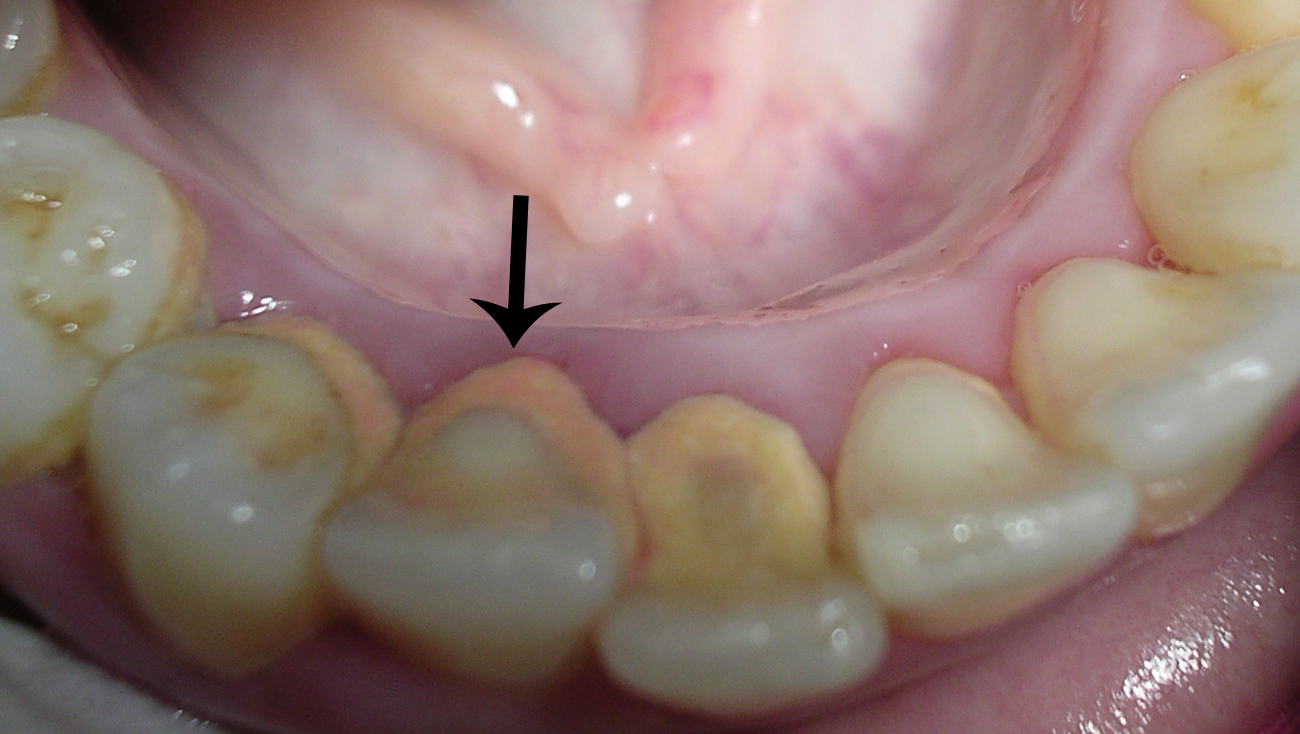
O cálculo dental pode ser visto ao longo da linha da gengiva.

Cálculo ou tártaro, em Odontologia, é o resultado da mineralização da placa bacteriana ou biofilme maduro.
Após aproximadamente 21 dias, caso o biofilme bacteriano não seja removido, há o estabelecimento de uma comunidade estável de bactérias. O cálculo então forma-se a partir da mineralização da placa, com a participação da saliva que contém íons de cálcio, e do dente, de onde a placa retira cálcio e fosfato pela queda do pH.
A queda de pH dá-se pela diferença de concentração de dióxido de carbono entre a saliva que sai dos canais salivares e do ambiente da boca, a saliva quando sai para o ambiente da boca desce o pH e quando volta a normalizar o pH os minerais dissolvidos na saliva saem da sua forma estável e iniciam a precipitação
Os depósitos de cálculo tem sido relatados em animais livres de qualquer bactéria (animais "germ-free"), e podem ser o resultado da calcificação de proteínas salivares na superfície do dente.
O cálculo dental está associado às doenças periodontais, fato considerado tanto por autores antigos, quanto pelos modernos. Apesar do cálculo não ter um efeito traumático direto sobre os tecidos periodontais, como se acreditava anteriormente, ele funciona como um fator que propicia o acúmulo de placa bacteriana (fator primário no desenvolvimento das doenças periodontais).

## Tipos de cálculo dental

### Cálculo supragengival
É clinicamente visível coronal à margem gengival. A presença e a quantidade do cálculo supragengival é o resultado do nível de depósitos bacterianos nos dentes, mas também são influenciados pela secreção da glândula salivar. Como resultado, a maior quantidade da placa supragengival é normalmente encontrada nas superfícies vestibulares dos molares maxilares adjacentes ao ducto da glândula parótida nas superfícies linguais dos dentes mandibulares anteriores, que estão expostos ao ducto das glândulas submandibulares.

#### Coloração e consistência
O cálculo supragengival pode variar na cor, de branco ou amarela meio esbranquiçada, dependendo da coloração das substâncias alimentícias.
Dura como Argila, fácil remoção (pelos dentistas).

### Cálculo subgengival
Forma-se apicalmente à margem gengival, e não é normalmente visível. Pode ser detectado pela exploração tátil com a sonda periodontal ou um explorador fino, e é normalmente evidente por sua superfície áspera. Se a margem gengival for retraída por um jato de ar ou por algum instrumento dental, o cálculo subgengival pode ser evidente e precisamente apical à junção esmalte-cemento.

#### Coloração
O cálculo subgengival com freqüência apresenta-se marrom, preto, o que reflete a presença de produtos bacterianos ou de sangue.

## Composição
O cálculo supragengival consiste de 70% a 90% de sais inorgânicos, principalmente na forma de fosfato de cálcio(Ca3[PO4]2). O cálculo também contém quantidades variadas de carbonato de cálcio e fosfato de magnésio. A porção inorgânica é quimicamente similar à porção inorgânica do osso, dentina e cemento. Os componentes orgânicos do cálculo envolvem proteína e complexos de polissacarídeos derivados da placa dental, células epiteliais descamadas e glóbulos brancos.
A mistura dos cristais inorgânicos se altera em um composição relativa à idade do cálculo. A primeira forma de cristais que aparece é a bruchite (Ca[HPO4].2H2O) e é seguida pelo fosfato octocálcio (Ca8[HPO4]4). Em depósitos maduros acumulam por mais de seis meses, a forma cristalina principal é a hidroxiapatita (Ca10[PO4]6. OH2) com menos componentes de fosfato octocálcio e whitlockite, um fosfato tricálcio contendo magnésio (Ca[PO4]2).

## Significado clínico
Os estudos epidemiológicos demonstram fortes associações entre o cálculo e a periodontite. Mas não há evidências que implique o cálculo como uma causa primária da periodontite. Esta conclusão é o resultado de múltiplas observações:
1. A superfície mineralizada do cálculo nunca é coberta por uma placa bacteriana não mineralizada, e, portanto, por si só não mantém contato com os tecidos gengivais.
2. Em animais tratados com agentes antimicrobianos, a placa bacteriana é eliminada da superfície do cálculo, e o epitélio juncional pode, na verdade, unir-se diretamente ao cálculo. Em situações artificialmente induzidas, a presença do cálculo sem placa bacteriana está associada com a saúde gengival, não com a doença.

O cálculo pode, entretanto aumentar os efeitos da placa bacteriana. Por exemplo, o crescimento de um cálculo mantém a placa bacteriana em contato próximo com a superfície do tecido e também limita a capacidade do paciente em remover a placa. Além disso, visto que o cálculo possui o potencial para concentrar tanto os nutrientes comos toxinas, pode se esperar que isto influencie tanto a ecologia bacteriana, como a inflamação do tecido. Mas isso é especulativo.
Apesar de ser possível o uso de agentes químicos para a remoção da placa da superfície do cálculo sem remover o próprio cálculo, isto é considerado atualmente um conceito de tratamento. Estudos bem controlados têm demonstrado claramente que a remoção tanto do cálculo subgengival quanto dos depósitos bacterianos subgengivais permite manter um estado de saúde periodontal por longos períodos de tempo. Não existem estudos a longo prazo que tenham avaliado os resultados da remoção do cálculo.